# Okręgowe rozgrywki w piłce nożnej woj. warmińsko-mazurskiego (2014/2015)

## Ekstraklasa - III liga
Drużyny z województwa warmińsko-mazurskiego występujące w ligach centralnych i makroregionalnych:
- Ekstraklasa - brak
- I liga - Stomil Olsztyn
- II liga - brak
- III liga - Huragan Morąg, Start Działdowo, MKS Korsze, Płomień Ełk, Sokół Ostróda, Znicz Biała Piska, Olimpia Elbląg, Concordia Elbląg, Finishparkiet Nowe Miasto Lubawskie, Rominta Gołdap, Olimpia Olsztynek

## IV liga
| Lp. | Drużyna                 | M  | Z  | R  | P  | Bramki | Bramki | Różn. | Pkt | Uwagi                     |
| --- | ----------------------- | -- | -- | -- | -- | ------ | ------ | ----- | --- | ------------------------- |
| 1   | Granica Kętrzyn (M) (A) | 30 | 19 | 7  | 4  | 74     | 30     | +44   | 64  | Awans do III ligi         |
| 2   | GKS Wikielec (A)        | 30 | 17 | 11 | 2  | 57     | 28     | +29   | 62  | Awans do III ligi         |
| 3   | Warmiak Łukta           | 30 | 16 | 8  | 6  | 64     | 38     | +26   | 56  |                           |
| 4   | Błękitni Orneta         | 30 | 15 | 8  | 7  | 46     | 29     | +17   | 53  |                           |
| 5   | Polonia Pasłęk          | 30 | 15 | 6  | 9  | 63     | 45     | +18   | 51  |                           |
| 6   | Zatoka Braniewo         | 30 | 14 | 5  | 11 | 47     | 47     | 0     | 47  |                           |
| 7   | Mrągowia Mrągowo        | 30 | 13 | 6  | 11 | 59     | 45     | +14   | 45  |                           |
| 8   | Pisa Barczewo           | 30 | 9  | 10 | 11 | 40     | 46     | −6    | 37  |                           |
| 9   | Motor Lubawa            | 30 | 9  | 9  | 12 | 34     | 41     | −7    | 36  |                           |
| 10  | Start Kozłowo           | 30 | 9  | 8  | 13 | 35     | 41     | −6    | 35  |                           |
| 11  | Mamry Giżycko           | 30 | 8  | 10 | 12 | 40     | 46     | −6    | 34  |                           |
| 12  | DKS Dobre Miasto        | 30 | 8  | 9  | 13 | 35     | 44     | −9    | 33  |                           |
| 13  | Omulew Wielbark         | 30 | 8  | 7  | 15 | 35     | 44     | −9    | 31  |                           |
| 14  | Stomil II Olsztyn       | 30 | 9  | 4  | 17 | 51     | 61     | −10   | 31  |                           |
| 15  | Warmia Olsztyn (S)      | 30 | 7  | 5  | 18 | 34     | 81     | −47   | 26  | Spadek do klasy okręgowej |
| 16  | Victoria Bartoszyce (S) | 30 | 7  | 1  | 22 | 34     | 82     | −48   | 22  | Spadek do klasy okręgowej |

## Klasa okręgowa

### grupa I
- awans: Śniardwy Orzysz, Tęcza Biskupiec
- spadek: Kłobuk Mikołajki, MKS Jeziorany

### grupa II
- awans: Amex Bączek Unia Susz, Orzeł Janowiec Kościelny
- spadek: brak

## Klasa A
- grupa I:
  - awans: Fala Waruny, Start Kruklanki
  - spadek: Olimpia Miłki
- grupa II:
  - awans: Cresovia Górowo Iławeckie, Żuraw Godkowo
  - spadek: brak
- grupa III:
  - awans: SKS Szczytno, GKS Gietrzwałd/Unieszewo
  - spadek: Zryw Jedwabno
- grupa IV:
  - awans: Czarni Rudzienice, Delfin Rybno
  - spadek: Olimpia Kisielice

## Baraże o klasę A

### 1/2 finału
- Olimpia Miłki - Orzeł Czerwonka 0:4
- Granica II Kętrzyn - Śniardwy II Orzysz 7:1
- Magdalenka Markusy - ITR Jeziorak Iława 2:7
- Płomień Turznica - Granica Zagaje 8:2

### Finał
- Granica II Kętrzyn - Orzeł Czerwonka 5:2 po dogr.
- Huragan II Morąg - ITR Jeziorak Iława 2:0
- Olimpia Kisielice - Płomień Turznica 2:3

## Klasa B
- grupa I - awans: Pogoń Ryn, Żagiel Piecki, Granica II Kętrzyn
- grupa II - awans: Sokół Łęcze, Pama Powodowo
- grupa III -awans: Olimpia II Olsztynek, Jonkovia Jonkowo
- grupa IV - awans: Orzeł Ulnowo, Lider Złotowo, Płomień Turznica

## Wycofania z rozgrywek
Concordia II Elbląg, Zalew Frombork, Olimpia II Elbląg, Zalew Batorowo, GLKS II Jonkowo, Niedźwiedź Ramsowo, Gmina Braniewo, GSKF Montowo, Mazur Ełk

## Nowe zespoły
Granica II Kętrzyn